# Conopophage roux
Conopophaga lineata
Espèce
Statut de conservation UICN

 LC  : Préoccupation mineure
Le Conopophage roux (Conopophaga lineata) est une espèce de passereaux de la famille des Conopophagidae.

## Description
Cet oiseau mesure environ 14 cm de longueur pour une masse de 16 à 27 g.

## Répartition
Cette espèce vit au Brésil et en Argentine.

## Habitat
Cet oiseau peuple les forêts de plaine, les maquis et forêts montagneuses humides.

## Liste des sous-espèces
Selon BioLib (19 juin 2018) :
- sous-espèce Conopophaga lineata lineata (Wied-Neuwied, 1831)
- sous-espèce Conopophaga lineata vulgaris Ménétries, 1835

Selon Catalogue of Life (19 juin 2018) :
- sous-espèce Conopophaga lineata lineata (Wied-Neuwied, 1831)
- sous-espèce Conopophaga lineata vulgaris Ménétriés, 1835

Selon la classification de référence du Congrès ornithologique international (version 8.1, 2018) :
- sous-espèce Conopophaga lineata lineata (zu Wied-Neuwied, 1831)
- sous-espèce Conopophaga lineata vulgaris Ménétries, 1835